# Jainism

Svastikan är en gammal symbol för jainismen.

Jainismen är en av de äldsta religionerna med indiskt ursprung. Jainister tror på existensen av transcendenta och heliga själar med potentialen att uppnå gudaliknande medvetande. En själ som har erövrat sina egna inre fiender och uppnått stadiet av högre existens kallas för jina (erövrare eller segrare). Jainismen är vägen för att uppnå detta stadium. Jainism refereras ofta till som Jain Dharma (जैन धर्म) eller Shraman Dharma eller Nirgantha i äldre texter.
Jainismen är något äldre än buddhismen. Dessa båda är de enda överlevande av de många skolor som en gång tillsammans utgjorde sramanismen och stod i motsättning till brahmanismen; det trossystem som senare utvecklats till hinduismen. Den sistnämnda har dock påverkats av jainismen, inte minst i fråga om icke-våld; ett exempel på detta är Gandhi.

## Grundandet
Som grundare av jainismen räknas normalt profeten Mahavira (hans exakta livstid är osäker; traditionellt anses han ha levat 599–517 f.Kr.). Mahavira räknas som vår tids tirthankara, vilket är jainismens motsvarighet till buddhismens buddhabegrepp; själva ordet "jainism" kommer av jaina, en anhängare till jina, som närmast motsvarar buddhismens arahant. Somliga religionshistoriker anses att även en tidigare tirthankara, Parshva, kan ha levt i historisk tid, cirka 850–800 f.Kr., vilket skulle göra jainismen några sekler äldre. Allt som allt skall det, enligt jainismen, ha funnits 24 tirthankara, varav den äldsta skall ha levt för flera miljoner år sedan. 
I den theravadabuddhistiska palikanonen uppträder Mahavira under namnet Nigantha Nâthaputta, och blir där utsatt för mycket hård kritik. Till följd av en annan karmalära är jainismen extremare än buddhismen i fråga om icke-våld (sanskrit och prakrit ahimsa, uttalas ahingsa) och försöker undvika att skada inte bara avsiktligt utan även oavsiktligt. I likhet med buddhismen undvek jainismen redan från början att använda de lärdas språk sanskrit; dess kanoniska skrifter är i stället avfattade på en form av prakrit.

## Världsbild
Enligt jainismens kosmologi är världsalltet inte skapat; det har alltid funnits och kommer alltid att finnas, men genomgår ständiga förändringar. De förkastar tanken på att det skall ha skapats av en gud. Världen är tredelad: Lägst finns helvetet, där människorna straffas för sina synder, sedan kommer mellandelen där människor bor. Här finns både död materia och andligt själsstoff, och karmalagarna är verksamma. Överst finns himlen, där gudarna har sin hemvist. Människans mål är inte himlen, utan moksha-nirvana.
En troende jainist avlägger löften om trohet mot tirthankarans och karmalagarna. Det är fem löften som avläggs:
1. Att inte döda
2. Att inte ljuga eller överdriva
3. Att inte stjäla
4. Att inte vara otrogen
5. Att inte hysa för mycket kärlek till sina saker utan att dela med sig och hjälpa klosterväsendet och djursjukhusen.[2]

## Munkväsendet
Jainismens munkar lever ytterst asketiskt.

### Inriktningar
Ungefär tvåhundra år efter Mahavira delades jainismen upp i två riktningar: den liberalare Svetambara, "de vitklädda", vars munkar går klädda i vitt och som också har nunnor, och den konservativare Digambara, "de himmelsklädda", som bevarade jainismens ursprungliga sed att munkarna skulle vara nakna, och som inte ordinerade kvinnor. De anser att kvinnors enda väg till frälsning är att återfödas som män.

## Samhällsroll
Jämfört med buddhismen har jainismen haft en väsentligt annan ställning i Indiens liv och kultur. Jainismen har alltid haft anhängare i form av ett världsligt lekmannastånd som följt de mer modererade etiska normerna och burit upp religionen. Jainismen har även ibland haft inflytande på det politiska livet. Den lärde jainistmunken Hemachandra (cirka 1088–1173) lyckades genom sitt inflytande på kung Kumarapala i Gujarat reformera staten efter jainismens sedliga ideal.

### Yrken
En jainist är i princip förbjuden att ha ett yrke där man dödar något levande. Även att vara en odlande jordbrukare blir då svårt eftersom man kan råka döda något i marken när man brukar den.
För jainismen, liksom för buddhismen, ledde icke-våldsidealet tidigt till att lekmännen gärna ägnade sig åt köpenskap, där man inte direkt handlade med levande varelser. Än i dag är jainisterna statistiskt överrepresenterade i det indiska affärslivet. Den jainistiska köpenskapen kom dock, till skillnad från den buddhistiska, att huvudsakligen utövas inom Indien.

### Kultur
Några av Indiens främsta tempelbyggnader, exempelvis de under 1000- och 1100-talen uppförda marmortemplen på berget Ābu med sina ljusa hallar och pelargångar, tillhör jainisternas skapelser. I deras konst upptogs även hinduismens talrika gestalter. I alla väsentliga drag överensstämmer jainismens arkitektur med brahmaismens medeltida byggnadskonst. I motsats till buddhisterna tog jainisterna även livlig del i sanskritlitteraturens vård och utveckling.

## Utbredning
Medan buddhismen med tiden fick sin huvudsakliga spridning utanför Indien förblev jainismen en indisk religion, med anhängare i Indien och bland indier i förskingringen. Idag finns det cirka 5 miljoner indier som tillhör jainismen, som till stor del är en etnisk religion, då någon missionsbefallning inte finns. De jainister som bor längs östkusten i Afrika och i Sydafrika är nästan uteslutande utvandrade indier.

## Karaktärer inom jainismen
- Bahubali